# Tetranchyroderma gracilium
Tetranchyroderma gracilium is een buikharige uit de familie Thaumastodermatidae. Het dier komt uit het geslacht Tetranchyroderma. Tetranchyroderma gracilium werd in 1998 voor het eerst wetenschappelijk beschreven door Chang, Lee & Clausen. 